# 铅丹
铅丹（英語：Minium），也被称为红丹，是四氧化三铅的天然形式。铅丹是从浅到鲜红色的，可能有棕到黄色的色调。它通常以鳞片状至土状团块形成。它以四方晶系结晶。铅丹很少见，它存在于经过严重氧化条件的铅矿床中。它也因矿井火灾形成。

## 中药
铅丹可用于解毒，生肌，坠痰镇惊。多外用，研末撒、调敷或熬膏。内服入丸、散。
- 《神农本草经》：“铅丹，味辛微寒。主治咳逆胃反，惊痫癫疾，除热下气。炼化还成九光。久服通神明。生平泽。”
- 《本草纲目》石部·铅丹：“又名黄丹、丹粉、朱粉、铅华。系用铅、硫磺、硝石等合炼而成。”

依照現代常識，外用鉛丹也會造成鉛中毒。